# إنجو ملك جوسون
إنجو ملك جوسون (ولد في 7 ديسمبر 1595 ومات في 17 يونيو 1649), (حكم من 1623 إلى 1649) هو الملك السادس عشر لمملكة جوسون. جده هو الملك سونجو (선조 | 宣祖) ووالده هو الأمير العظيم جونغوون (정원군). كان الملك الحاكم أثناء غزو المانشو الأول وغزو المانشو الثاني الذي انتهى باستسلام جوسون لمملكة تشينغ في 1636.

## حياته

### ولادته وحياته المبكرة
ولد الملك إنجو في 1595 كابن للأمير جونغوون العظيم، وجده هو الملك سونجو. في 1607 حصل إنجو على لقب نُنْغيانغ دوجونغ (綾陽都正 | 능양도정) ثم حصل على لقب الأمير ننغيانغ (綾陽君 | 능양군) وعاش حياة عادية كفرد من أفراد الأسرة الملكية بدون دعم أي فصيل سياسي من الفصائل ذات السلطة على السياسات في كوريا.
في 1608 مات الملك سونجو بعد فترة من المرض، وخلفه ابنه غوانغهاي في الوقت الذي كانت الحكومة مقسمة بين فصائل سياسية عديدة، مثل «الفصيل الشرقي اللبرالي» والذي أصبح قوياً بعد حرب السبع السنوات، والتي قاتل فيها العديد من أعضاء «الفصيل الشرقي». بعد ذلك انقسم «الفصيل الشرقي» إلى «فصيل شمالي» وآخر هو «فصيل غربي» في نهاية عهد سونجو. أراد «الفصيل الشمالي» إصلاحات جذرية أما «الفصيل الجنوبي» فأراد إصلاحات معتدلة. عند موت الملك سونجو وسيطرة الفصيل الشمالي على السلطة انقسموا إلى «شمالي عظيم يساري» وإلى آخر أقل جذرية «شمالي أصغر». بعد وصول غوانغهاي إلى العرش، سيطر «الشمالي العظيم» على السلطة بسبب دعم الفصيل للملك كولي للعهد سابقاً. وفي نفس الوقت ظل «الفصيل الغربي المحافظ» فصيلاً سياسياً ثانوياً، وبعيداً عن نيل السلطة، ومع ذلك كان أعضاء «الفصيل الغربي» يحاولون استغلال الفرص للعودة كفصيل مسيطر مرة أخرى.

### انقلاب سنة 1623
مع أن الملك غوانغهاي (光海君 | 광해군) كان إدارياً مذهلاً ودبلوماسياً عظيماً، لكن كثيراً من الفصائل السياسية، والعلماء، والأرستقراطيين لم يدعموه لأنه لم يكن أكبر أبناء والده وفي نفس الوقت كان ابناً لمحظية. حاول الفصيل «الشمالي العظيم» إبعاد هذه الأفكار فقاموا بقمع الفصيل «الشمالي الأصغر» وقتلوا الأمير إمهاي [الكورية] (臨海君 | 임해군) أكبر أبناء الملك سونجو، بالإضافة لقتلهم الأمير العظيم يونغتشانغ [الكورية] (永昌大君 | 영창대군) ابن الملكة. لم يحاول الملك غوانغهاي إبقاء العرش له، لكنه حاول إحضار الفصائل الثانوية، وهو الأمر الذي رفضه أعضاء الفصيل «الشمالي العظيم» مثل: تشونغ إن هونغ [الكورية] وإي إتشوم [الكورية]. كما أن هذا الأمر لم يساعد غوانغهاي وأصبح أقل شعبية من قبل بين الأرستقراطيين الأغنياء وفي نهاية الأمر بدأوا التآمر عليه.
في 1623 بدأ أعضاء الفصيل «الغربي المحافظ المتشدد» كم جا جوم [الكورية], وكم يو [الكورية], وإي غوي [الكورية], وإي غوال [الكورية] انقلاباً وعزلوا الملك غوانغهاي وأرسلوه إلى المنفى في جزيرة جيجو. قتل تشونغ إن هونغ وإي إتشوم، وأصبح الفصيل «الغربي» هو الفصيل المسيطر بدلاً من «الشمالي العظيم». أحضر الغربيون إنجو وتوجوه ملكاً، ومع أنه كان الملك إلا أنه لم يملك السلطة لأنها كانت بيد الفصيل «الغربي» الذي عزل غوانغهاي.

### تمرد إي غوال
في 1624 بدأ إي غوال تمرداً بسبب ظنه أن الملك إنجو لم يعامله بإنصاف عندما ساعده في الانقلاب، وأعطاه جائزة صغيرة، حيث أرسله الملك إنجو إلى الشمال كقائد عسكري على بيونغيانغ ليحارب توسع المانشو. قاد إي غوال جيشاً مكوناً من 12,000 جندي بالإضافة إلى 100 ياباني (الذين انضموا لجوسون خلال الغزو الياباني لكوريا إلى العاصمة هانسونغ. في معركة جوتان هزم إي غوال جيشاً صغيراً بقيادة جانغ مان [الكورية], وأحاط بهانسونغ، هرب الملك إنجو إلى غونغجو، وسقطت هانسونغ في يد المتمردين.
في 11 فبراير 1624 توج إي غوال، الأمير هنغان [الكورية] كملك جديد. وعلى العموم عاد جانغ مان بجيش آخر وهزم قوات إي غوال. وبعد ذلك بفترة وجيزة أعاد جيش جوسون السيطرة على العاصمة وقتل إي غوال على يد حارسه الشخصي وانتهى التمرد. ومع أن الملك إنجو سيطر على العرش مرة أخرى إلا أن التمرد أظهر ضعف السلطة الملكية وتفوق الأرستقراطيين، والذين كسبوا المزيد من السلطة لمقاتلتهم المتمردين. كما أن الاقتصاد الذي أخذ في التحسن بسبب إعادة الإعمار الذي قام به الملك غوانغهاي، دمر مجدداً وظلت جوسون دولة فقيرة لقرون أخرى.

### الحرب مع المانشو
كانت سياسة الملك غوانغهاي تقضي بإبقاء العلاقات طبيعية بين جوسون والمانشو ذوي الخطط التوسعية من جهة وبين مينغ الحليف التقليدي لجوسون. بعد عزل الملك غوانغهاي اتخذ الفصيل الغربي سياسة متشددة تجاه المانشو، بإبقائهم للتحالف مع مينغ. تسببت هذه السياسة بوضع جوسون كعدو في أنظار المانشو، بعد أن كانت تعامل جوسون كصديق. بعد تمرد إي غوال هرب هان ين إلى منشوريا وأقنع قائد المانشو نورهس بضرورة غزو جوسون، وبهذا انتهت علاقات الصداقة بين جوسون والمانشو.
في سنة 1627 غزا 30,000 فارس جوسون بقيادة الجنرال أمين (阿敏), والجنرال الكوري السابق غانغ هونغ رب [الكورية] منادين بإعادة غوانغهاي ملكاً وإعدام رؤساء «الفصيل الغربي» بمن فيهم كم جا جوم [الكورية]. مرة أخرى حارب الجنرال جانغ مان المانشو، ولكنه لم يقدر على صد الهجوم. ومرة أخرى هرب الملك إنجو إلى جزيرة غانغهوا. أدرك المانشو أن لا سبب يدعو للحرب مع جوسون وقرروا العودة للاستعداد للحرب مع الصين. وبعدها نفذ السلام بإعلان تشينغ (جن الأخرى) وجوسون أن أمتيهما مثل الأخوة، وانسحب المانشو من كوريا. سميت هذه الغزوة باسم غزو مانشو الأول لكوريا.
وعلى العموم أبقى الكثير من أعضاء «الفصيل الغربي» سياسة التشدد مع تشينغ. وبسبب فكر نورهس الإجابي تجاه كوريا، لم يقم بغزوها مرة أخرى. ومع موت نورهس وصعود هونغ تايجي للعرش وحكمه للمانشو، بدأ بمحاولة استغلال الفرص لإقامة حرب أخرى. وعندما هرب جنرال مينغ ماو وينرونغ إلى جوسون، وإعطاء الملك إنجو الملجأ له ولوحدته استغل المانشو الفرصة وأرسلوا غزوة أخرى.
في سنة 1636 أعلن هونغ تايجي اسم مملكته رسمياً كمملكة تشينغ، وغزا جوسون بنفسه. تجنب المانشو وقوع معركة مع الجنرال إم غيونغ أوب [الكورية] والذي كان يحمي قلعة ويجو لكونه اشتهر بقيادته العسكرية. وصل حوالي 128,000 جندي منشوري إلى العاصمة هانسونغ قبل أن يقدر الملك على الهرب إلى جزيرة غانغهوا، وأبعدوه إلى نامهانسانسونغ وقطعوا كل إمداداته. ومع تناقص الإمدادات السابقة الوجود استسلم الملك إنجو وقبل المعاهدة (والتي تقضي بأن ينحني المك تسع مرات لهونغ تايجي كخادم). كما أخذ ابنه الأكبر والثاني من بعده إلى تشنيغ كرهينة. وبحلول 1644 سيطرت تشينغ على أغلب مينغ. سميت هذه الغزوة باسم غزو مانشو الثاني لكوريا.

### موت ولي العهد
في 1644 احتلت تشينغ الصين بأكملها، وعاد الأميران إلى جوسون. أحضر ابن الملك الأول ولي العهد سوهيون العديد من المنتجات الجديدة من العالم الغربي بما فيها المسيحية، وأخذ يجادل والده بشأن العديد من الإصلاحات. إنجو المحافظ لم يكن ليقبل أفكار ولي العهد، وبعدها وجد ولي العهد ميتاً في حجرة الملك، وينزف من رأسه بغزارة. حاول العديد من الأشخاص معرفة حقيقة ما حدث بمن فيهم زوجته، لكن الملك إنجو أمر بإقامة الدفن، ثم اتهم زوجة ولي العهد بالخيانة وأعدمها. عين الأمير العظيم بونغرم ولياً للعهد وأصبح فيما بعد الملك هيوجونغ.

## وفاته والانتقادات لحكمه
مات الملك إنجو في 1649.
في وقتنا الحالي ينظر للملك إنجو على أنه ملك ضعيف، وغير حازم، وغير مستقر؛ لتسببه بتمرد إي غوال، وحربين مع المانشو، ودمار الاقتصاد. وغالباً ما يقارن بخليفته الملك غوانغهاي والذي أنجز العديد من الأشياء ثم خلع بدون إعطائه اسم معبد في حين أعطي الملك إنجو اسم معبد مع أنه لم يحقق أي شيء. يعتبر الملك إنجو نموذجاً للسياسيين الذين يجب عدم اتباعهم، كام أنه ملامٌ لعدم رعايته لمملكته. وعلى العموم قام الملك إنجو بمحاولة لإصلاح الجيش وتوسيع الدفاعات للاستعداد للحرب لأن مملكته في تلك الفترة عانت الكثير من الصراعات ابتداء من 1592 وإلى 1636.

## الأسرة
- الآباء:
  - الجد للأب: ملك جوسون الرابع عشر، سونجو.
  - الأب: وونجونغ ملك بعد الوفاة.
  - الأم: الملكة إنهون [الكورية].
- الإخوة:
  - الأمير ننغتشانغ العظيم [الكورية]
  - الأمير ننغوون العظيم [الكورية]
- عقيلات الملك، وأبناؤهن:
  - ملكة: الملكة إنليول [الكورية] من عشيرة هان (인렬왕후 한씨 | 仁烈王后 韓氏) - ابنة هان جنغ يوم [الكورية].
    - ولي العهد سوهيون، إي وانغ (소현세자 왕 | 昭顯世子 氵+㞷), (ولد في 1612 ومات في 1645).
    - الأمير بونغرم العظيم، إي هو (봉림대군 호 | 鳳林大君 淏), (ولد في 1619 ومات في 1659), فيما بعد عرف باسم الملك هيوجونغ.
    - الأمير إنبيونغ العظيم [الكورية], إي يو (인평대군 요 | 麟坪大君 㴭), (ولد في 1622 ومات في 1658).
    - الأمير يونغسونغ العظيم [الكورية], إي غون (용성대군 곤 | 龍城大君 滾), (ولد في 1624 ومات في 1629).
    - توفوا صغاراً: ابنان وابنة واحدة.

  - ملكة: الملكة جانغريول من عشيرة جو (장렬왕후 조씨 | 莊烈王后 趙氏) - ابنة جو تشانغ وون [الكورية], حفيدة جو جون سونغ.
  - محظية: جو غوين [الكورية] (폐귀인 조씨 | 廢貴人 趙氏) - ابنة جو إغ جون.
    - الأمير سنغسون [الكورية], إي تشينغ (숭선군 징 | 崇善君 澂).
    - الأمير ناغسون [الكورية], إي سغ (낙선군 숙 | 樂善君 潚).
    - الأميرة هيوميونغ [الكورية] (효명옹주 | 孝明翁主)_[3]

  - محظية: جانغ غوين (귀인 장씨 | 貴人 張氏).
  - محظية: نا سكي (숙의 나씨 | 淑儀 羅氏).

## الاسم الكامل بعد الوفاة
- إنجو غايتشون جون جونغي سوندوك هونمن يولمو ميونغسك سنهيو الملك العظيم.
- 인조개천조운정기선덕헌문열무명숙순효대왕.
- 仁祖開天肇運正紀宣德憲文烈武明肅純孝大王.

## التصوير الحديث

### في المسلسلات
- «نامهان سانسونغ [الكورية]» (إم.ب.س، من عام 1986 إلى 1987, قام بالدور: يو إن تشون [الإنجليزية]).
- «سوغنغ [الكورية]» (ك.ب.إس، في عام 1995, قام بالدور: آن داي يونغ).
- «نساء الملك [الكورية]» (إس.ب.إس، في عام 2003 إلى 2004, قام بالدور: آن هونغ جن [الكورية]).
- «إلجماي [الكورية]» (إس.ب.إس، في عام 2008, قام بالدور: كم تشانغ وان [الكورية]).
- «تشل وو القوي [الكورية]» (ك.ب.إس، في عام 2008, قام بالدور: تشوي جونغ وو).
- «جزيرة تامرا [الكورية]» (إم.ب.س، من عام 2009, قام بالدور: إي بيونغ جن [الكورية]).
- «تشنو» (ك.ب.إس، في عام 2010, قام بالدور: كم غاب سو [الكورية]).
- «طبيب الملك [الكورية]» (إم.ب.س، من عام 2012 إلى عام 2013, قام بالدور: سون وو جاي دوك [الكورية]).
- «القصر المرعب - حرب الزهور [الكورية]» (ج.ت.ب.س، في عام 2013، قام بالدور: إي دوك هوا [الكورية]).

## وصلات خارجية
- الملك إنجو[وصلة مكسورة].
- نافيركاست: شخصية اليوم - إنجو ملك جوسون.